# Cuarta Revolución Industrial
La Cuarta revolución industrial, también conocida como  Industria 4.0 o Revolución industrial etapa cuatro, es una propuesta de periodización que sostiene que los avances tecnológicos implementados desde la segunda década del siglo XXI conformaban una nueva etapa de transformación industrial, la cuarta, desde el inicio de la revolución industrial en el siglo XVIII y para algunos la más importante. La propuesta sostiene la innovación productiva en esta etapa y se caracteriza por la fusión de tecnologías y la desintegración de las fronteras entre las esferas física, digital, y biológica. Diversos autores han criticado la hipótesis de la existencia de una cuarta revolución industrial, tanto conceptualmente como histórica y socialmente, y han llegado incluso a sostener que se trata de un eslogan comercial creado por Klaus Schwab para vender su libro, titulado con dicha expresión.
El concepto Cuarta Revolución Industrial fue acuñado por Klaus Schwab fundador del Foro Económico Mundial en el contexto de la edición del Foro Económico Mundial 2016. Schwab sostiene que si la tercera revolución industrial es la revolución digital, que ha estado en vigor desde mediados del siglo XX y se caracteriza por una fusión de tecnologías que está difuminando las líneas entre lo físico, esferas digitales y biológicas, esta cuarta etapa está marcada por avances tecnológicos emergentes en una serie de campos, incluyendo robótica, inteligencia artificial, cadena de bloques, nanotecnología, computación cuántica, biotecnología, internet de las cosas, impresión 3D, y vehículos autónomos. Klaus Schwab lo asocia también con la «segunda era de la máquina».
Según esta periodización, la «Industria 4.0» es la tendencia actual de automatización y el intercambio de datos, particularmente en el marco de las tecnologías de manufactura y desarrollo. Principalmente incluye los sistemas ciberfísicos, el internet de las cosas y la computación en la nube.
Crea lo que se conoce como «fábricas inteligentes». Dentro de la estructura modular de una fábrica de este tipo, los sistemas ciberfísicos controlan los procesos físicos, crean una copia virtual del mundo físico y toman decisiones descentralizadas. En el internet de las cosas los sistemas ciberfísicos se comunican y cooperan entre sí al mismo tiempo que lo hacen con los humanos en tiempo real y vía internet. Ambos servicios internos y de organización se ofrecen y se utilizan por los participantes de la cadena de valor.

## Historia

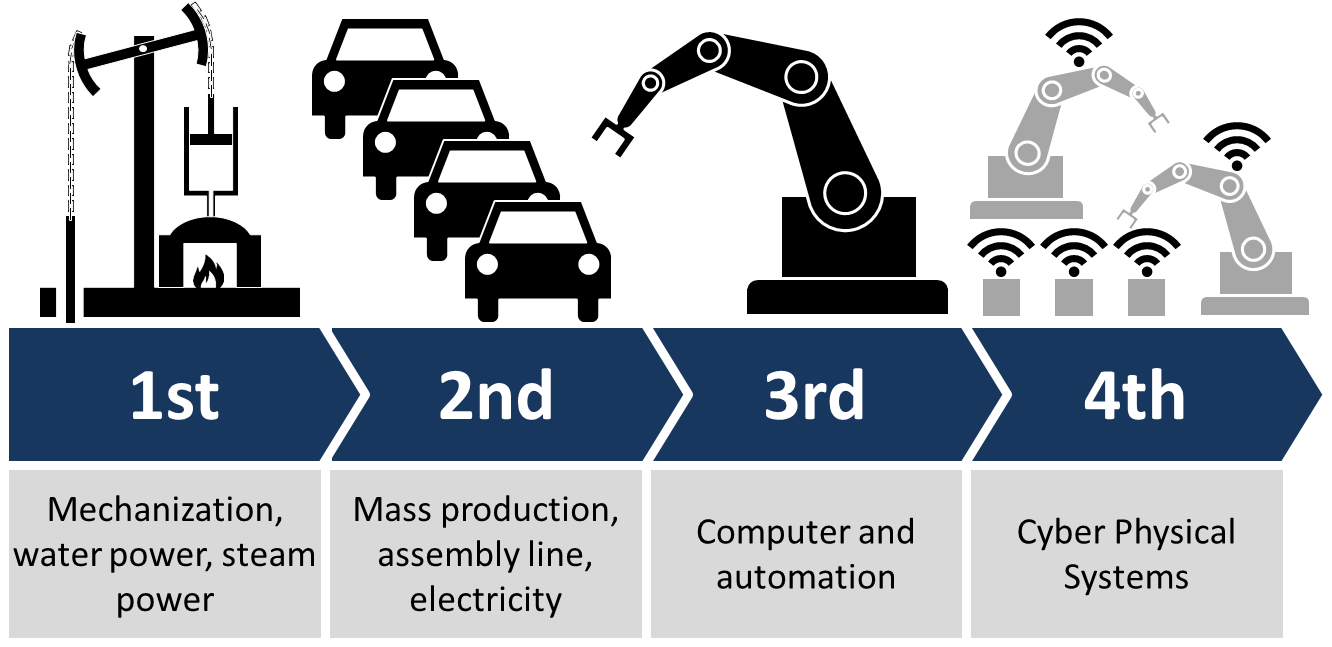
Diagrama de las primeras cuatro revoluciones industriales sucesivas: (1) Mecanización, energía hidráulica, energía eléctrica; (2) Producción en masa, línea de montaje, electricidad; (3) Informática y automatización (4) Sistema ciberfísico.

Este concepto de Industria 4.0 expresa la idea de que el mundo se encuentra en los prolegómenos de lo que podría llamarse Cuarta Revolución Industrial (o sea, en una fecha próxima a un hito importante en el desarrollo industrial, que justifique decir que se ha iniciado una nueva fase o una nueva etapa). Después del desarrollo de la máquina de vapor y de la mecanización (segunda mitad del siglo XVIII), después del desarrollo de la electricidad con fines domésticos e industriales (fin del siglo XIX), y después de la automatización (siglo XX), la nueva etapa (cuarta etapa) de la transformación industrial muy posiblemente estará sustentada en la llamada fábrica inteligente, caracterizada por la interconexión de máquinas y de sistemas en el propio emplazamiento de producción, y caracterizada por un fluido intercambio de información con el exterior (con el nivel de oferta y demanda de los mercados, o con los clientes, o los competidores, o con otras fábricas inteligentes, etc).

### Primera Revolución Industrial
La Primera Revolución Industrial abarcó en Europa y en Norteamérica, desde mediados del siglo XVIII hasta avanzado el siglo XIX. El referido fue un período en el que las sociedades agrarias y rurales comenzaron a transformarse en industriales y urbanas. Las industrias del hierro y de los textiles, junto con el desarrollo de la máquina de vapor, desempeñaron un rol central en el inicio de la Revolución Industrial.

### Segunda Revolución Industrial
La Segunda revolución industrial tuvo lugar entre 1870 y 1914, justo antes de la Primera Guerra Mundial. Fue el período de crecimiento para las industrias preexistentes y la expansión de otras nuevas, como el acero, el petróleo y la electricidad, y el uso de energía eléctrica para crear la producción en masa. Los principales avances tecnológicos durante este período incluyeron el teléfono,  bombilla, fonógrafo y el motor de combustión interna.

### Tercera Revolución Industrial

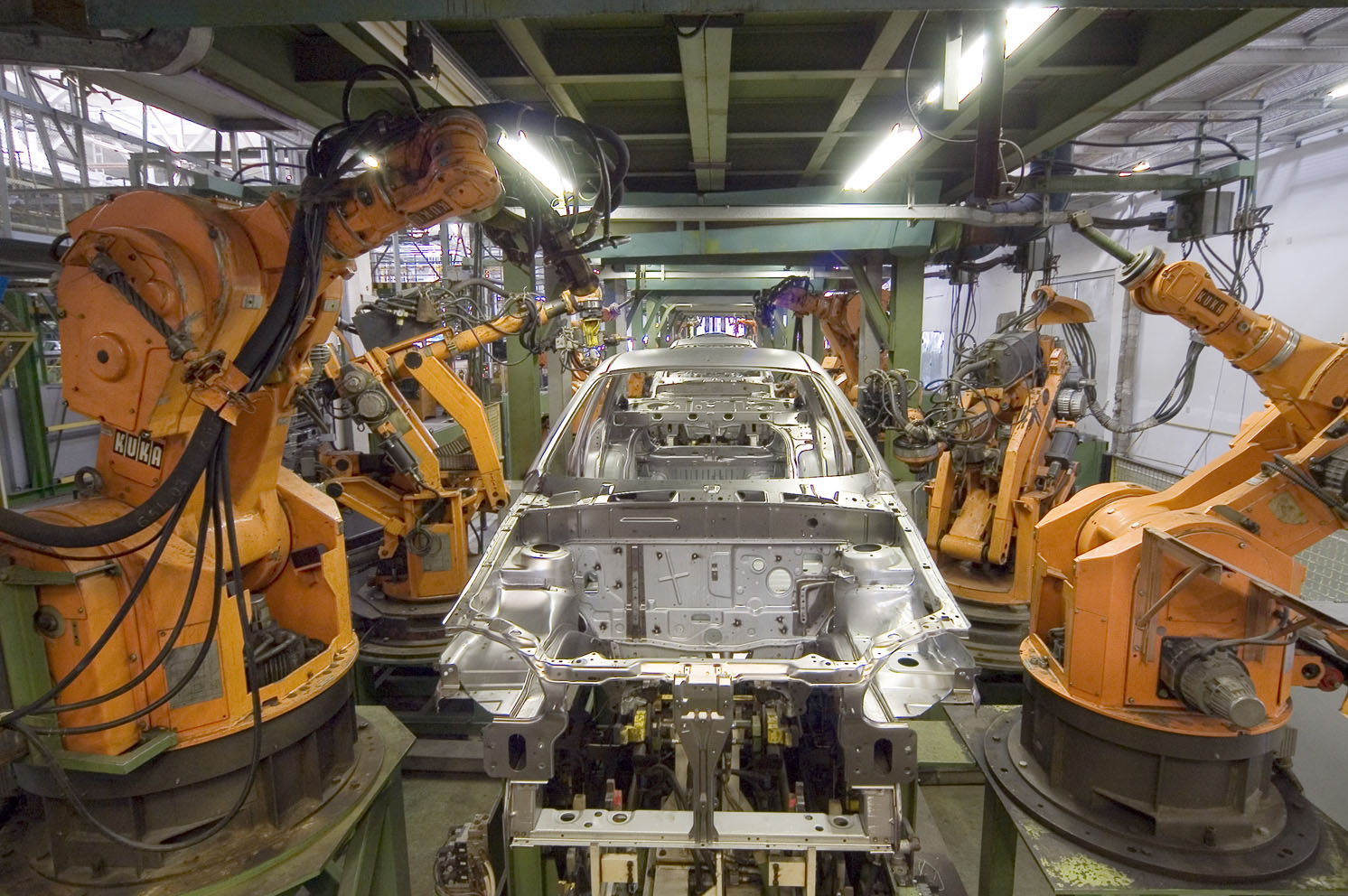
Robot industrial KUKA IR160/60 - 601/60 del año 1983

La tercera revolución industrial, o la revolución digital, se refiere al avance de la tecnología desde dispositivos electrónicos y mecánicos analógicos hasta la tecnología digital disponible en la actualidad. La era comenzó durante los años ochenta y está en curso. Los adelantos durante la tercera revolución industrial incluyen el ordenador personal, Internet, y la tecnología de información y comunicaciones (TIC).

### Cuarta Revolución Industrial
La Cuarta Revolución Industrial se basa en la Revolución Digital, la cual representa nuevas formas en que la tecnología se integra en las sociedades e incluso en el cuerpo humano. Está marcada por los avances tecnológicos emergentes en varios campos, que incluyen: robótica, inteligencia artificial, nanotecnología, computación cuántica, biotecnología, Internet de las cosas (IoT), impresión 3D y vehículos autónomos. anteriores, que se caracterizaron principalmente por los avances en tecnología. Estas tecnologías tienen un gran potencial para continuar conectando a miles de millones de personas a la web, mejorar drásticamente la eficiencia de las empresas y organizaciones y ayudar a regenerar el entorno natural a través de una mejor gestión de activos.
Este concepto de nueva estructuración industrial o Industria 4.0, fue manejado por primera vez en la Feria de Hannover (salón de la tecnología industrial) en el año 2011. Y en la misma feria pero en el año 2013, un pormenorizado informe detallando este concepto y sus implicaciones, también fue presentado y defendido por un selecto grupo de trabajo e investigación.
La evolución de los ámbitos del consumo, su creciente demanda  de consumo y la continua búsqueda de innovación, son elementos esenciales en el modelo de negocio industrial llamado 4.0, guiado en herramientas tecnológicas y digitales. La Revolución Industrial 4.0 ha sido el eje principal para lograr una implementación tecnológica en este sector. Se basa en la tecnología IoT, Big Data, robótica, IA, entre otros más, permite que los procesos sean más óptimos y eficientes para impulsar una mayor productividad.

## Protagonistas
La llamada Industria 4.0 es uno de los proyectos clave de la estrategia relativa a las tecnologías punta del gobierno alemán, que promueve la revolución digital de las industrias.
En Francia, las sociedades como Oracle, Dassault Systèmes, EADS, Astrium… están muy implicadas en el desarrollo de la Industria 4.0.
En Estados Unidos, el proyecto "Smart Manufacturing Leadership Coalition (SMLC)" se orienta también a las modalidades de la fabricación industrial del futuro. Además e independientemente, corresponde señalar que General Electric trabaja desde hace unos años en un proyecto titulado Industrial Internet, el que busca asociar y complementar los avances tecnológicos, y entre ellos: 
- La multiplicidad de máquinas, de dispositivos, y de redes, resultantes de la llamada Revolución Industrial;
- Los desarrollos más recientes de los sistemas de información y de comunicación, brindados por la llamada Revolución de Internet (o Revolución informática y de las telecomunicaciones).

## Principios de diseño
Hay cuatro principios de diseño en la Industria 4.0. Estos principios apoyan a las compañías para identificar e implementar escenarios de la Industria 4.0.
- Interoperabilidad: Habilidad de máquinas, artefactos, sensores y personas de conectarse y comunicarse entre sí por medio del Internet de las cosas (IoT) o el Internet de las personas (IoP).
- Transparencia de la Información: habilidad de los sistemas de información para crear una copia virtual del mundo físico enriqueciendo los modelos digitales de la planta con los datos del sensor. Esto requiere agregar los datos brutos del sensor a la información del contexto de mayor valor.
- Asistencia Técnica:  Primero, la habilidad de asistencia de los sistemas para ayudar a las personas a agregar y visualizar información de forma comprensible, para que puedan tomar decisiones informadas y resolver problemas urgentes a corto plazo. Segundo, la habilidad de los sistemas ciberfísicos para ayudar a las personas de una forma física a dirigir una serie de tareas que son desagradables, muy agotadoras, o inseguras para los humanos.
- Decisiones descentralizadas: Habilidad de los sistemas ciberfísicos para tomar decisiones por sí mismos y desarrollar sus tareas en forma autónoma en la mayor medida posible. Sólo en ciertas excepciones,como en interferencias o metas conflictivas, las tareas son delegadas a un mayor nivel.

Dentro del entorno de la Industria 4.0 y entre las características de la producción industrial, se encuentra una gran personalización de los productos bajo condiciones de alta flexibilidad para la producción en masa, y la tecnología automatizada necesaria mejorada a través de la introducción de métodos de auto-optimización, auto-configuración, auto-diagnóstico, conocimiento y el apoyo de los empleados en su trabajo cada vez más complejo. El proyecto más amplio en la Industria 4.0 hasta el momento (julio 2013), es el BMBF, clúster de energía de punta "Sistemas Técnicos Inteligentes OstWestfalenLippe (es OWL)". Otro gran proyecto es el BMBF RES-COM, así como el Clúster de Excelencia "Integrative Production Technology for High-Wage Countries". En el 2015, la Comisión Europea inició la internacionalización Horizon 2020 del proyecto de investigación CREMA como la principal iniciativa para promover el tema de la Industria 4.0.
En junio del 2013, la Consultora McKinsey publicó una entrevista presentando un debate entre ejecutivos expertos en Robert Bosch - Siegfried Dais (Socio de Robert Bosch Industrietreuhand KG) y Heinz Derenbach (CEO de Bosch Software Innovations GmbH) - y expertos de McKinsey. Esta entrevista apuntó la prevalencia del Internet de las cosas en la manufactura y los cambios consecuentes en la tecnología que prometen desencadenar una nueva revolución industrial. En Bosch, y en Alemania generalmente, este fenómeno se refiere a la Industria 4.0. Los principios básicos de la Industria 4.0 son conectar máquinas, piezas de trabajo y sistemas, creando redes de sistemas inteligentes a lo largo de toda la cadena de valor, los cuales se pueden controlar de forma autónoma.
Algunos ejemplos en la Industria 4.0 son las máquinas que pueden predecir fallas y poner en marcha sistemas autónomos de mantenimiento o logísticas autoorganizadas las cuales reaccionan a los cambios imprevistos en la producción.
Existen ciertas diferencias entre una fábrica típica tradicional y una de la Industria 4.0. En el entorno de la industria actual, proporcionar un servicio o producto de alta calidad al menor costo, es la clave para el éxito. Las fábricas industriales están intentando lograr el mayor rendimiento posible para incrementar sus ganancias al igual que su reputación. De este modo, varias fuentes de datos están disponibles para proveer información digna sobre distintos aspectos de una fábrica. En esta etapa, el uso de fuentes de datos para entender las condiciones actuales operativas, detectar fallas y errores, es un tema importante de investigación. Por ejemplo, en la producción, existen varias herramientas comerciales disponibles para proveer información de Eficiencia general de los equipos (OEE) para el manejo de la fábrica y así resaltar los análisis de causas (ACR) de los problemas y las posibles fallas en el sistema. En contraste, en una fábrica de Industria 4.0, además de la supervisión de condición y los diagnósticos de fallas, los componentes y sistemas son capaces de adquirir autoconciencia y autopredicción, lo cual otorgará una visión más clara para el manejo y el estado de la fábrica. Por otra parte, el contraste en pares de la información de salud de varios elementos, otorga una predicción específica en los niveles de componentes, sistemas y el manejo de la fábrica para activar el mantenimiento requerido en el mejor tiempo posible, y así, alcanzar un mantenimiento JIT (just in time o justo a tiempo) y lograr un tiempo cero de inactividad.

## Impactos
La cuarta revolución industrial afectará distintas áreas:
1. Servicios y modelos de negocio
2. Seguridad y productividad continua
3. Seguridad TI
4. Seguridad de maquinaria
5. Ciclos de vida de productos
6. Cadena de valor de la industria
7. Educación y habilidades de trabajadores
8. Ámbito socioeconómico
9. Demostración industrial: Para ayudar a entender a la industria el impacto de Industria 4.0, el alcalde de Cincinnati, John Cranley, firmó una proclamación para declarar  "Cincinnati, una ciudad de demostración de la Industria 4.0".[30]
10. Un artículo reciente sugiere que la Industria 4.0 puede tener efectos positivos para países en desarrollo como India.[31]

La cuarta revolución industrial está transformando la industria y por tanto exige un nuevo tipo de profesional capacitado en las tecnologías emergentes de producción. Estos profesionales deben tener competencias en sistemas de conectividad y comunicaciones, lean manufacturing y gestión de operaciones, robótica, impresión aditiva y diseño generativo, IoT (Internet de las cosas), cloud computing, big data, visión artificial, realidad virtual y realidad aumentada, machine learning e inteligencia artificial, ciberseguridad industrial, blockchain, hiperautomatización, entre otros.

## Hacia la automatización de las fábricas
La Industria 4.0 implica la completa digitalización de las cadenas de valor a través de la integración de tecnologías de procesamiento de datos, software inteligente y sensores; desde los proveedores hasta los clientes, para así poder predecir, controlar, planear, y producir, de forma inteligente, lo que genera mayor valor a toda la cadena.
El objetivo del concepto "Industria 4.0" es el de computarizar el mundo de la fábrica. Esto supone la integración técnica de los sistemas ciberfísicos (SCF) en las actividades de producción y logística, así como el uso de Internet en los procesos industriales.

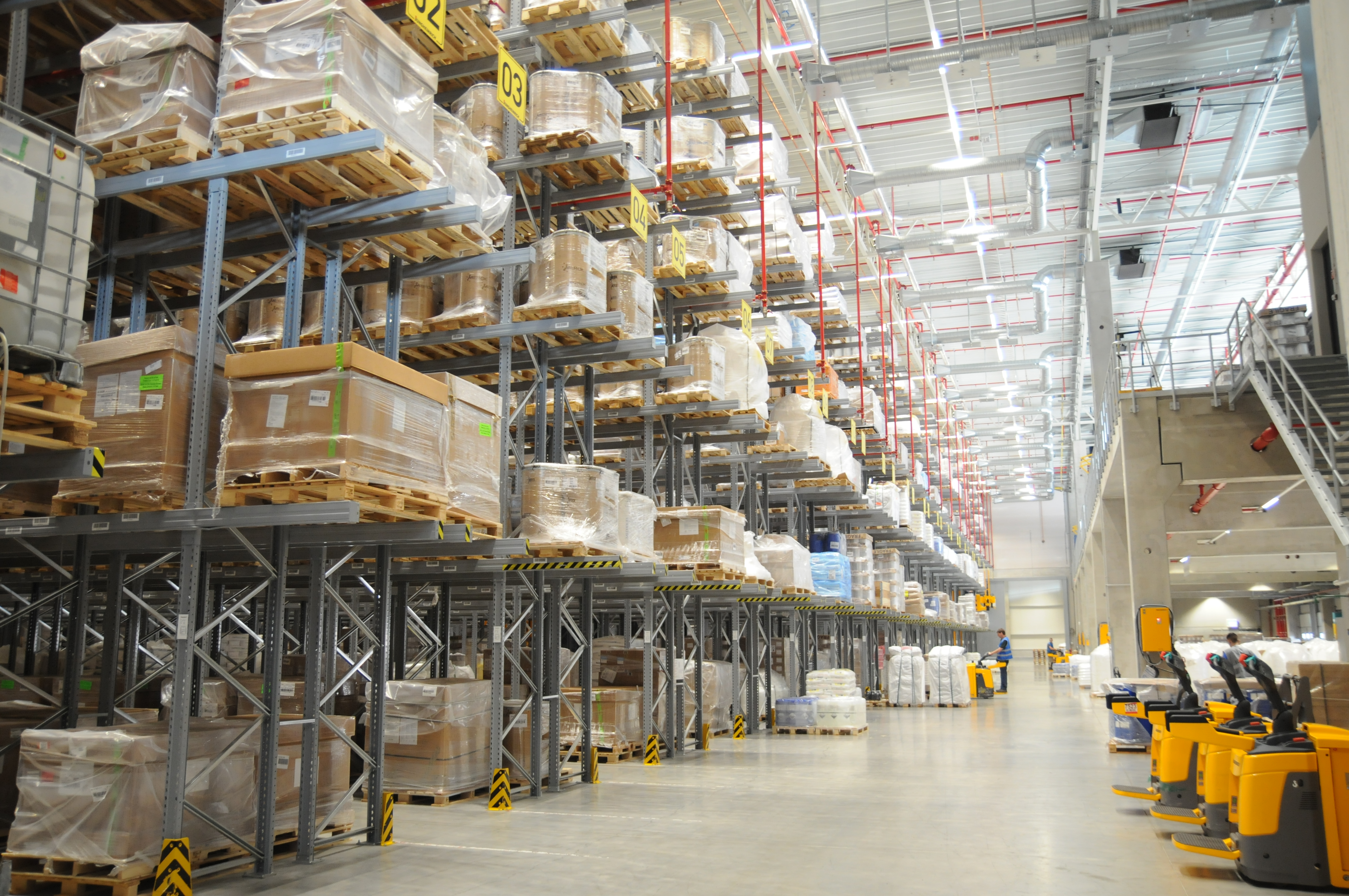
Automatización de procesos logísticos

Lo anterior implica un buen grado de automatización y de digitalización de usinas y fábricas. Recurriendo a Internet y a los sistemas ciber-físicos, o sea, recurriendo a redes virtuales o gemelos digitales con posibilidades de controlar objetos físicos, se pueden ir modernizando las plantas fabriles hasta transformarlas en fábricas inteligentes caracterizadas por una intercomunicación continua e instantánea entre las diferentes estaciones de trabajo que componen las propias cadenas de producción, de aprovisionamiento, y de empaque y despacho. La utilización de captores aporta a las máquinas y herramientas de la planta, una capacidad de autodiagnóstico de situación que permite un control a distancia, asegurando su eventual retiro de servicio como su mejor integración en el sistema productivo global.

### Flexibilidad y personalización de la producción
En un entorno fabril de industria 4.0, las herramientas y máquinas de una fábrica, en conjunto con elementos tales como depósitos y existencias de materias primas y de productos semielaborados, asegura enlaces y comunicaciones a través de una red interna de ella misma ligada al exterior, introduciendo gran flexibilidad en el proceso productivo y gran adaptabilidad a situaciones fortuitas, todo lo que puede contribuir al aumento y mejora de la producción.
Las particulares necesidades y conveniencias de consumidores finales o clientes, así como de intermediarios, proveedores y asociados, que de alguna manera se encuentren relacionados o involucrados con el proceso productivo en sí, o con sus insumos, o con sus productos, pueden ser mejor contempladas a través de algún grado de personalización o de adaptación, por ejemplo modificando algunas características de los productos a ellos destinados, o asegurando ciertas fechas de entrega o ciertos plazos de entrega, etc.
Por lo tanto, así será muy posible manejar una producción a gran escala, con productos personalizados según necesidades particulares, y a la vez sin mantener stocks exageradamente voluminosos, asegurando buena satisfacción a la mayor cantidad de clientes posible.

### Nuevas herramientas logísticas
El sistema de la Industria 4.0 es capaz de generar un flujo regular de información, muy superior al que podría disponerse si se usaran esquemas, estrategias logísticas, y modos de producción más tradicionales. Además, estas informaciones pueden ser intercambiadas muy rápidamente, tanto internamente (por comunicación directa o a través de una Intranet) como externamente (por comunicación a través de Internet), lo que abre interesantes posibilidades con los actores logísticos externos al propio lugar o emplazamiento de la producción, en el sentido que fácilmente podría permitir adaptaciones a situaciones cambiantes, tanto a nivel interno de la planta industrial o cadena de producción, como a un nivel general.
El sistema RFID, por ejemplo, puede ser usado como un efectivo sistema de trazabilidad al interior del emplazamiento fabril (o cadena productiva), así como también a nivel del mundo todo. De lo que viene de expresarse, se puede deducir la importancia que tiene el uso de un sistema logístico capaz de un muy rápido intercambio de información entre la empresa o cadena productora y el conjunto de sus prestatarios o contrapartes (el proceso en cuestión es eminentemente de tiempo real y no de procesamiento en diferido o procesamiento por lotes).

### Grandes volúmenes de datos y análisis
La información moderna y las tecnologías de comunicación como los sistemas ciberfísicos, big data (macrodatos) o computación en la nube, ayudarán a predecir la posibilidad de incrementar la productividad, la calidad y flexibilidad dentro de la industria de manufactura y así analizar las ventajas que se tienen frente a la competencia.
Los análisis de macrodatos consisten de 6 Cs en la Industria 4.0 y el entorno ciberfísico. El sistema 6 Cs consta de:
1. Conexión (sensor y redes)
2. Computación en la nube (computación y demanda de datos)
3. Ciber (modelo y memoria)
4. Contenido (definición y correlación)
5. Comunidad (colaboración e intercambio)
6. Customización (personalización y valor)

En este escenario y en orden para proveer información útil y correcta para el manejo de la fábrica, los datos deben ser procesados con herramientas avanzadas (analíticas y algoritmos) para generar información significativa. Considerando la presencia de hechos tanto visibles como invisibles en una fábrica industrial, la información del algoritmo debe ser capaz de detectar estos hechos invisibles, como el desgaste de las máquinas y los componentes en la fábrica.

### Herramientas de simulación
La colecta de datos generados por los diferentes elementos de la cadena de producción, permite igualmente producir una réplica virtual de la totalidad o de parte de esa cadena, lo que también posibilita generar simulaciones de procedimientos o de test, así como también permite que futuros obreros o técnicos se familiaricen con las herramientas y los elementos de trabajo que tienen a su disposición, así como con las circunstancias excepcionales o los procedimientos complejos que podrían sucederse.
Toda esta información acumulada también podría permitir a no especialistas solucionar por sí solos algunos inconvenientes que podrían sucederse, o informar mejor a distancia a técnicos de mayor nivel sobre lo que han observado como irregularidad, para así responder mejor y más rápidamente a cualquier suceso fuera de la rutina. Por otra parte la realidad aumentada permite a los empleados de una fábrica obtener información en tiempo real que les permite mejorar la toma de decisiones y los procedimientos de trabajo.

### Energía y materias primas

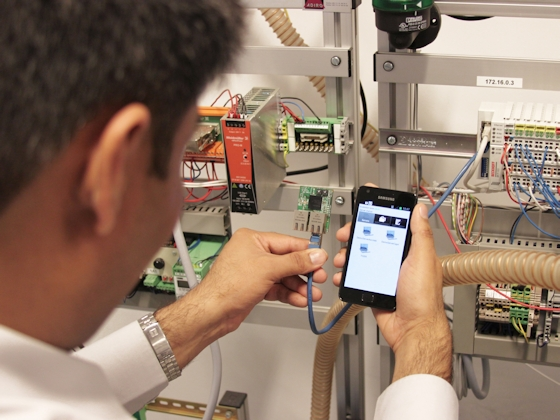
Usando OPC-UA (OPC Unified Architecture) como middleware a través de un sensor conectado a Internet. La comunicación sin interrupciones desde el sensor a Internet, es un requisito indispensable para el caso de la Industria 4.0

Ya no basta con gestionar razonablemente bien las materias primas involucradas o producidas, ya que además se busca la optimización del uso energético o de la producción energética. Así mismo, ya no alcanza con manejar estos factores en tiempo diferido, pues se necesita tomar las decisiones en tiempo real.
La Industria 4.0 también pretende dar respuestas a las problemáticas actuales relacionadas al ahorro de energía como así también a la gestión de recursos naturales y humanos. Con un sistema organizado sobre la base de una red de comunicaciones y de intercambio instantáneo y permanente de información, se estará mucho mejor preparado para hacer que esta gestión sea mejor y mucho más eficaz, en correspondencia con las necesidades y disponibilidades de cada elemento del sistema, permitiendo mejoras y ganancias para la productividad así como en la economía de los recursos.

## Retos
Los retos identificados incluyen:
- Temas sobre seguridad TI, los cuales se agravaron debido a la necesidad inherente de reabrir talleres de producción que ya habían sido cerrados.
- La fiabilidad y la estabilidad necesaria para la comunicación crítica de máquina a máquina (M2M), incluyendo periodos muy cortos y estables de inactividad.
- Necesidad de mantener la integridad en los procesos de producción.
- Necesidad de evitar cualquier inconveniente en TI, como aquellos que puedan causar interrupciones costosas en la producción.
- Necesidad de proteger el conocimiento industrial, el cual también contiene los archivos sobre el control de la automatización de mecanismos.
- Falta de conjunto adecuado de habilidades para acelerar la marcha hacia la cuarta revolución industrial.
- Amenaza de desempleo al departamento corporativo de TI.
- Rechazo y negación al cambio por parte de accionistas.
- Crear políticas públicas para que la educación esté enfocada en las habilidades y competencias del futuro, utilizando las tecnologías de manera crítica.[47]

### Educación
- La enseñanza convencional en las escuelas debe tener un enfoque hacia la industria 4.0 haciendo uso de herramientas digitales, la inteligencia artificial y el análisis de datos para formar niños y jóvenes altamente competitivos.[48]
- Se requiere que se generen políticas públicas que garanticen que la educación de los niños y jóvenes esté proyectada hacia las habilidades y competencias del futuro utilizando la tecnología de manera crítica.[49]
- Crear e implementar métodos de enseñanza y aprendizaje con un pensamiento crítico en donde las habilidades del ser y sus competencias serán determinantes para sobrevivir a los desafíos del futuro.[50]
- Oferta educativa de educación superior para satisfacer las necesidades del entorno laboral.[51]

### Económicos
- Altos costos económicos
- Adaptación de los modelos de negocio
- Claridad en los beneficios económicos

### Sociales
- Garantizar la privacidad
- Pérdida de muchos trabajos debido a procesos automáticos y procesos controlados por TI, especialmente para trabajadores y obreros.[52]